# Hanna (Wyoming)
Hanna város az USA Wyoming államában, Carbon megyében. Lakosainak száma 683 fő (2020. április 1.).

## Népesség
A település népességének változása:

| 2010 | 841 |
| 2020 | 683 |